# Centrodora cercopiphagus
Centrodora cercopiphagus är en stekelart som först beskrevs av Milliron 1947.  Centrodora cercopiphagus ingår i släktet Centrodora och familjen växtlussteklar. Inga underarter finns listade.